# Nikon D5100
Nikon D5100 — цифровой однообъективный зеркальный фотоаппарат компании Nikon, представленный 5 апреля 2011 года.
Представляет собой развитие модели Nikon D5000. Фотоаппарат имеет сенсор Sony IMX-071 с кроп-фактором 1,5 - Nikon DX и позволяет использовать объективы с байонетом F.
В ноябре 2012 года был представлен преемник — Nikon D5200.

## Список возможностей
- 16,2-мегапиксельная Nikon DX КМОП-матрица производства компании Sony, размер пиксела 4,78 µm, используемая в модели Nikon D7000;
- Система обработки изображений EXPEED-2;
- Сенсорный модуль автофокусировки Nikon Multi-CAM 1000 с определением фазы TTL, 11 точками фокусировки (включая один крестообразный датчик в центре) и подсветкой АФ;
- D-movie-режим со следящим автофокусом (до 1080p на скорости 30 кадров в секунду в системе NTSC, в PAL — 1080p и 25 к/с);
- Активный D-Lighting;
- Трёхдюймовый поворотный ЖК-монитор с разрешением 921 тыс. точек[2];
- Режим LiveView с автоматическим выбором сюжета;
- Непрерывная съёмка с частотой 4 кадра в секунду;
- Чувствительность 100—6400 (до 25 600) ISO, 11 точек автофокусировки;
- Автоматический выбор режима с 19 запрограммированными сценами;
- Съёмка с расширенным динамическим диапазоном (двухкадровый HDR), выполняемый одним нажатием спусковой кнопки затвора;
- Тихий режим съёмки;
- Двойная встроенная система удаления пыли Nikon;
- Поддержка видео качества HDTV;
- Форматы файлов: JPEG, NEF (Raw от Nikon, 14-бит с компрессией), видеокодек H.264;
- Литий-ионный аккумулятор EN-EL14, позволяющий сделать до 660 кадров на одной зарядке (по стандарту CIPA);